# Niasia
Niasia là một chi bọ cánh cứng trong họ Chrysomelidae.
Chi này được miêu tả khoa học năm 1889 bởi Jacoby.

## Các loài
Các loài trong chi này gồm:
- Niasia bukat Reid, 1998
- Niasia coeruleipennis Jacoby, 1899
- Niasia difformis Jacoby, 1889